# Ferdina flavescens
Ferdina flavescens är en sjöstjärneart som beskrevs av Gray 1840. Ferdina flavescens ingår i släktet Ferdina och familjen Ophidiasteridae. Inga underarter finns listade i Catalogue of Life.